# Плугрескан
Плугреска́н (фр. Plougrescant, брет. Plougouskant) — коммуна во Франции, находится в регионе Бретань. Департамент — Кот-д’Армор. Входит в состав кантона Трегье. Округ коммуны — Ланьон.
Код INSEE коммуны — 22218.

## География
Коммуна расположена приблизительно в 410 км к западу от Парижа, в 140 км северо-западнее Ренна, в 50 км к северо-западу от Сен-Бриё.
Коммуна расположена на южном берегу пролива Ла-Манш.

## Население
Население коммуны на 2016 год составляло 1 202 человека.
| 1962 | 1968 | 1975 | 1982 | 1990 | 1999 | 2010 | 2016 |
| ---- | ---- | ---- | ---- | ---- | ---- | ---- | ---- |
| 1735 | 1644 | 1557 | 1556 | 1471 | 1402 | 1349 | 1202 |

## Администрация
| Период | Период | Фамилия               | Партия                  | Примечания |
| ------ | ------ | --------------------- | ----------------------- | ---------- |
| 2001   | 2008   | Ив Меё                |                         |            |
| 2008   | 2014   | Роже Керамбрюн        | Социалистическая партия |            |
| 2014   |        | Анн-Франсуаза Пледалю | Разные правые           | пенсионер  |

## Экономика
В 2007 году среди 793 человек в трудоспособном возрасте (15—64 лет) 512 были экономически активными, 281 — неактивными (показатель активности — 64,6 %, в 1999 году было 56,4 %). Из 512 активных работали 462 человека (261 мужчина и 201 женщина), безработных было 50 (18 мужчин и 32 женщины). Среди 281 неактивных 59 человек были учениками или студентами, 129 — пенсионерами, 93 были неактивными по другим причинам.

## Достопримечательности
- Часовня Сен-Гонери и кладбище (XI век). Исторический памятник с 1911 года[3]
- Замок Керальо (XV век). Исторический памятник с 1966 года[4]
- Фонтан Сен-Гонери (XVIII век). Исторический памятник с 1926 года[5]

## Фотогалерея
- Церковь Св. Петра
- Часовня Сен-Гонери
- Часовня замка Керальо
- Фонтан Сен-Гонери
- Дом у края пропасти

## Известные уроженцы
- Жан-Батист Либубан, французский общественный деятель, активист ненасильственных действий.